# Wendt & Kühn
Wendt & Kühn KG ist ein in Grünhainichen ansässiger Hersteller von bemalten Holzfiguren und Spieldosen in der Tradition des Erzgebirges, die mittlerweile musealen und Sammlercharakter besitzen.

## Firmengeschichte

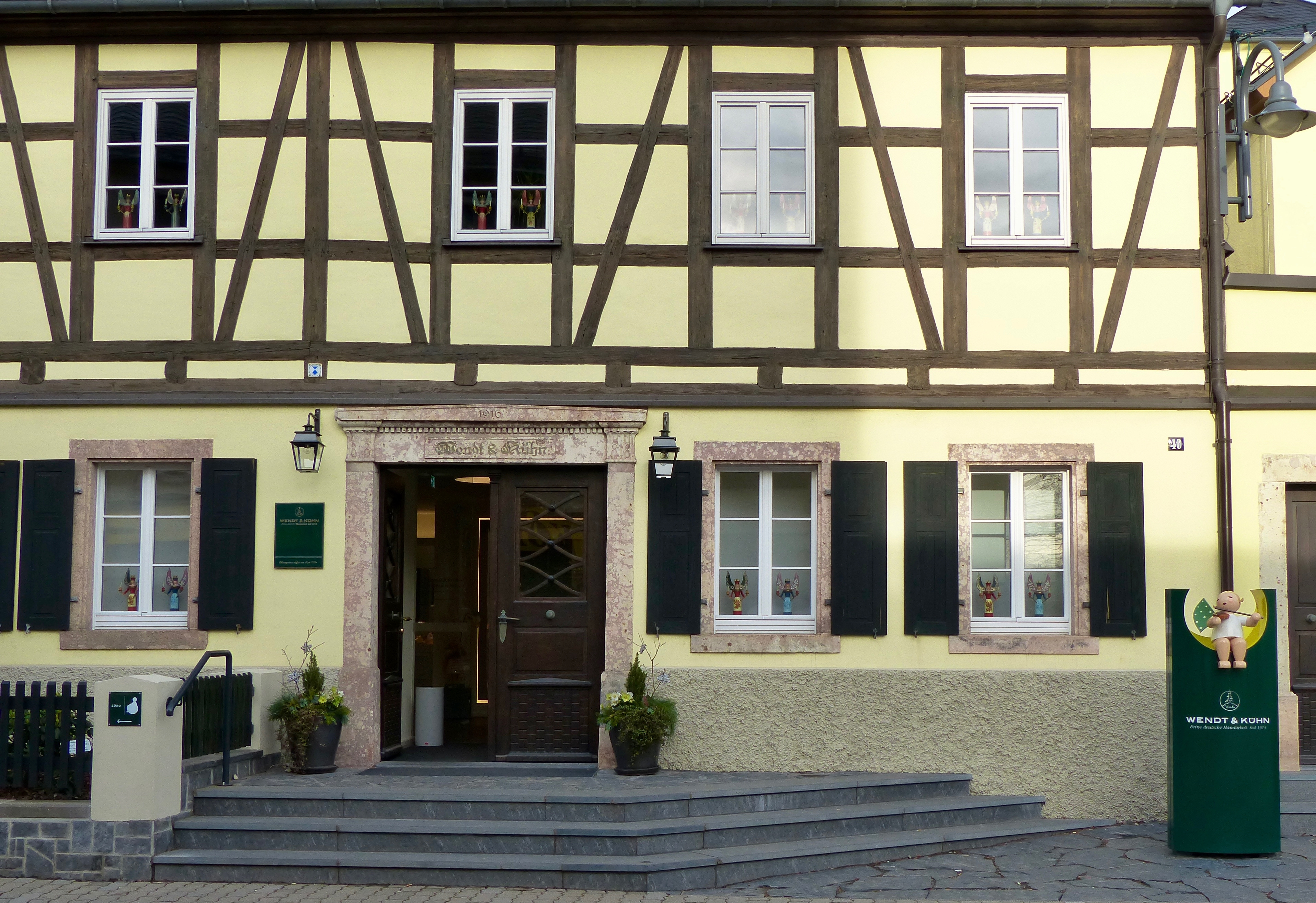
Firmensitz in Grünhainichen

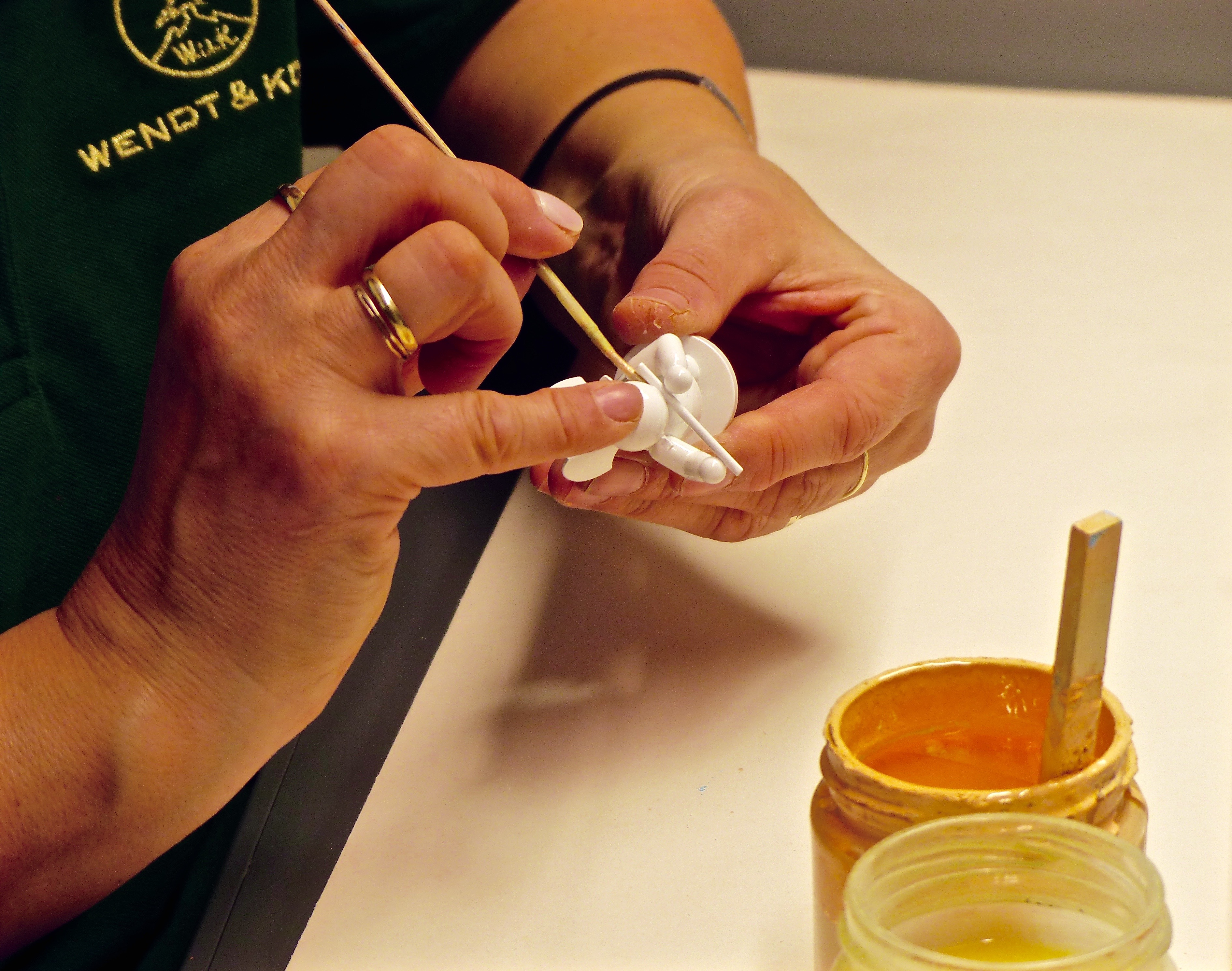
Bemalung der Engelsfiguren

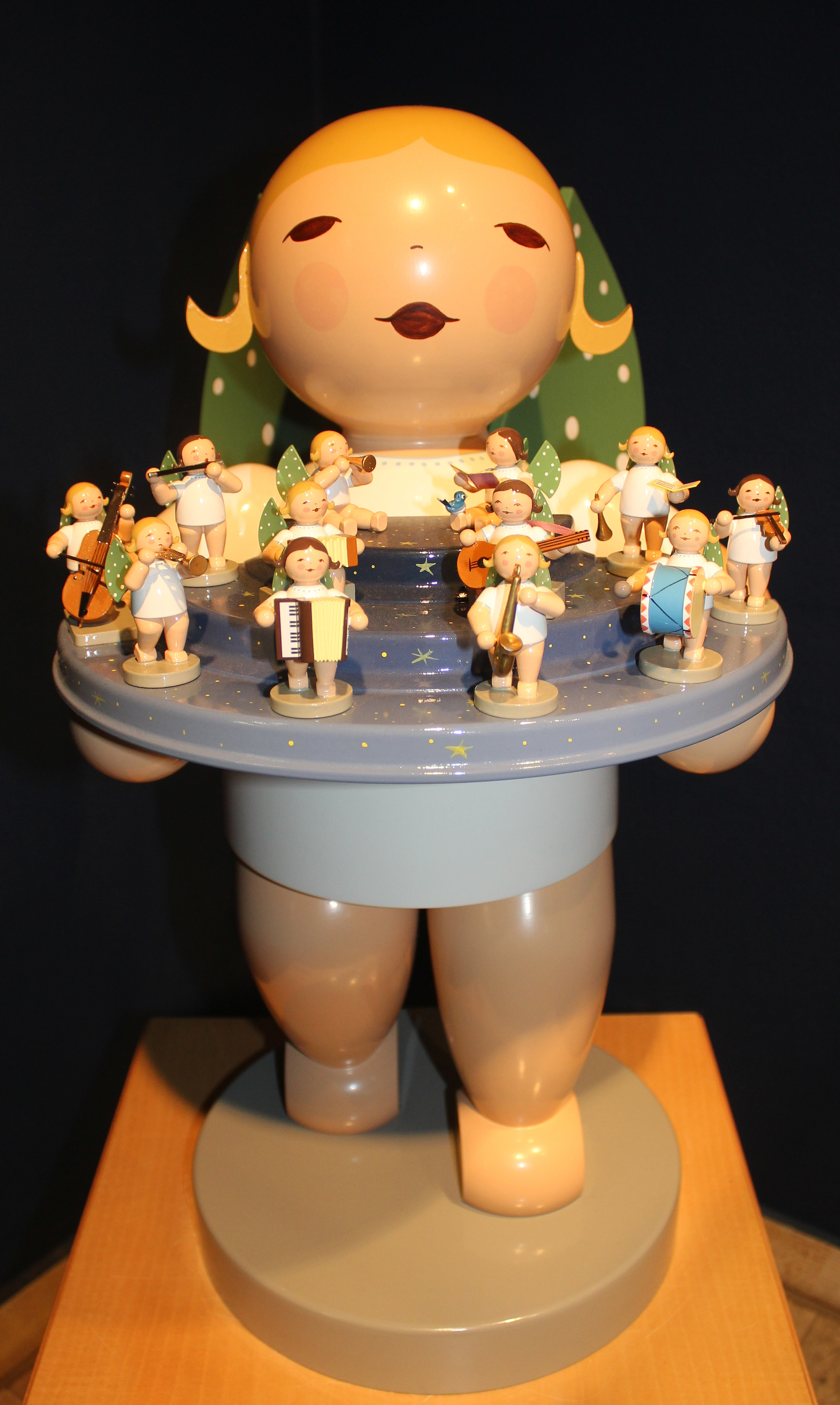
Holzfiguren von Wendt & Kühn in Seiffen

Das Unternehmen wurde am 1. Oktober 1915 von Margarete "Grete" Wendt und Margarete Kühn gegründet. Im gleichen Jahr erwarb Grete Wendt mit Unterstützung ihrer Eltern das um 1830 errichtete Spielwaren- und Versandhaus Carl Weber und baute es zur Manufaktur um. Im Frühjahr 1916 war die Firma erstmals mit ihren Produkten auf der Leipziger Messe vertreten. Die Arbeiten fanden – unter anderem beim Deutschen Werkbund – große Beachtung. Zahlreiche Aufträge folgten. Der einheimische Arbeitskräftemangel im Ersten Weltkrieg wurde 1917 mit französischen und russischen Kriegsgefangenen kompensiert, die als Drechsler in der Manufaktur arbeiteten. Aufgrund der großen Nachfrage nach Grabkreuzen produzierte man während des Krieges in einer eigenen Abteilung der Manufaktur Grabmale und Grabkreuze aus Holz. Nach dem Krieg im Jahr 1919 trat Grete Wendts Bruder Johannes als Mitinhaber in die Firma ein und übernahm die Aufgaben in der Buchhaltung. Ein Jahr später wurde die Absolventin der Dresdener Kunstgewerbeschule Olga "Olly" Sommer als Gestalterin eingestellt. Nach ihrer Heirat verließ 1920 die Firmengründerin Margarete Kühn die Firma; der Name Wendt & Kühn wurde aufgrund des Bekanntheitsgrades jedoch weiter geführt. Nach dem Weggang von Margarete Lohrisch-Kühn wendet man sich verstärkt den figürlichen Holzarbeiten zu. Im Jahr 1923 entwarf Grete Wendt als Weihnachtsgabe drei Engel – mit Fackel, mit Geige und mit Flöte – mit grünen Flügeln und den charakteristischen elf weißen Punkten. Seit 1925 sind diese Engel Bestandteil des Warenkatalogs der Firma und sind als Grünhainichener Engel markenrechtlich geschützt.
Die meisten Entwürfe für Figuren und Spieluhren entstanden in den 1920er und 1930er Jahren. Ende der 1920er Jahre erzielte die Firma rund 75 % ihres Umsatzes mit Exporten. Einige Figurenentwürfe, wie die Holländer-Figuren, die Fischfrauen oder der Luciazug widerspiegeln die Ausrichtung auf den internationalen Markt. Im Jahr 1930 heiratete Olly Sommer Grete Wendts Bruder Johannes. Nach einer Stagnation des Absatzes infolge der Wirtschaftskrise Anfang der 1930er Jahre expandierte die Firma in den folgenden Jahren erneut. Sie fertigte auch Auftragsarbeiten für Werbegeschenke und Weihnachtspräsente für Firmen – unter anderem für die Wanderer-Werke Chemnitz, die Volksfürsorge Versicherungsgesellschaft Hamburg, die Brotunion Chemnitz (heute Emil Reimann GmbH) und die Krausswerke Schwarzenberg. Nach dem Ausbruch des Zweiten Weltkrieges verschärfte sich die wirtschaftliche Lage der Firma erneut: Neben einem Arbeitskräfte- und Materialmangel entsprachen auch die Sortimente – trotz der großen internationalen Erfolge – nicht dem nationalsozialistischen Zeitgeist. Letztendlich wurden in der Firma im Krieg auch Modelle von Schiffen und Militärfahrzeugen für Offiziersschulen hergestellt. Johannes Wendt wurde im September 1945 verhaftet und starb Ende 1945 im Kriegsgefangenenlager 437 in Tscherepowez.
Im Jahr 1946 wurden aufgrund des Volksentscheids in Sachsen 50 % der Firma enteignet. Margarete Wendt konnte aber die verstaatlichten Firmenanteile am 4. Juni 1947 zurückkaufen. Im Jahr 1954 trat Hans Wendt in die Firma ein, deren Leitung er 1957 übernahm. Die Verstaatlichung der Firma und Umbenennung in „VEB Werk-Kunst Grünhainichen“ erfolgte 1972. Dabei blieben die Initialen „W-K“ für „Werk-Kunst“ bzw. „Wendt & Kühn“ erhalten. Hans Wendt konnte als Betriebsdirektor die Firma weiterführen; Grete Wendt verließ nach der Verstaatlichung die Firma. Olly Wendt arbeitete noch bis ins hohe Alter von 87 Jahren in der Manufaktur. Ab 1981 war der VEB Werk-Kunst Grünhainichen Teil des Kombinats Erzgebirgische Volkskunst.
Nach der Reprivatisierung am 1. Juli 1990 startete Hans Wendt den Neubeginn der „Wendt & Kühn KG“ in Grünhainichen. Im Oktober 1997 trat sein Sohn Tobias Wendt in die Firma ein. Vom 1. Januar 2002 bis Ende 2010 leitete er das Unternehmen. Seit dieser Zeit liegt die Firmenleitung in den Händen von Florian Wendt und Claudia Baer, geb. Wendt.
Firmensitz der Wendt & Kühn KG ist nach wie vor das kurz nach der Firmengründung erworbene Fachwerkhaus in Grünhainichen. Derzeit beschäftigt das Unternehmen knapp 200 Mitarbeiter, davon ca. 80 Figurenmaler und 4 Maler, die speziell für die prägnanten Gesichter der Figuren zuständig sind.
Im Jahr 2016 wurden die Produkte der Firma in zwei eigenen Verkaufsläden – am Firmensitz in Grünhainichen und in Seiffen – sowie bei 750 autorisierten Fachhändlern in Deutschland und 250 Handelsvertretungen im Ausland vertrieben.

## Sortiment

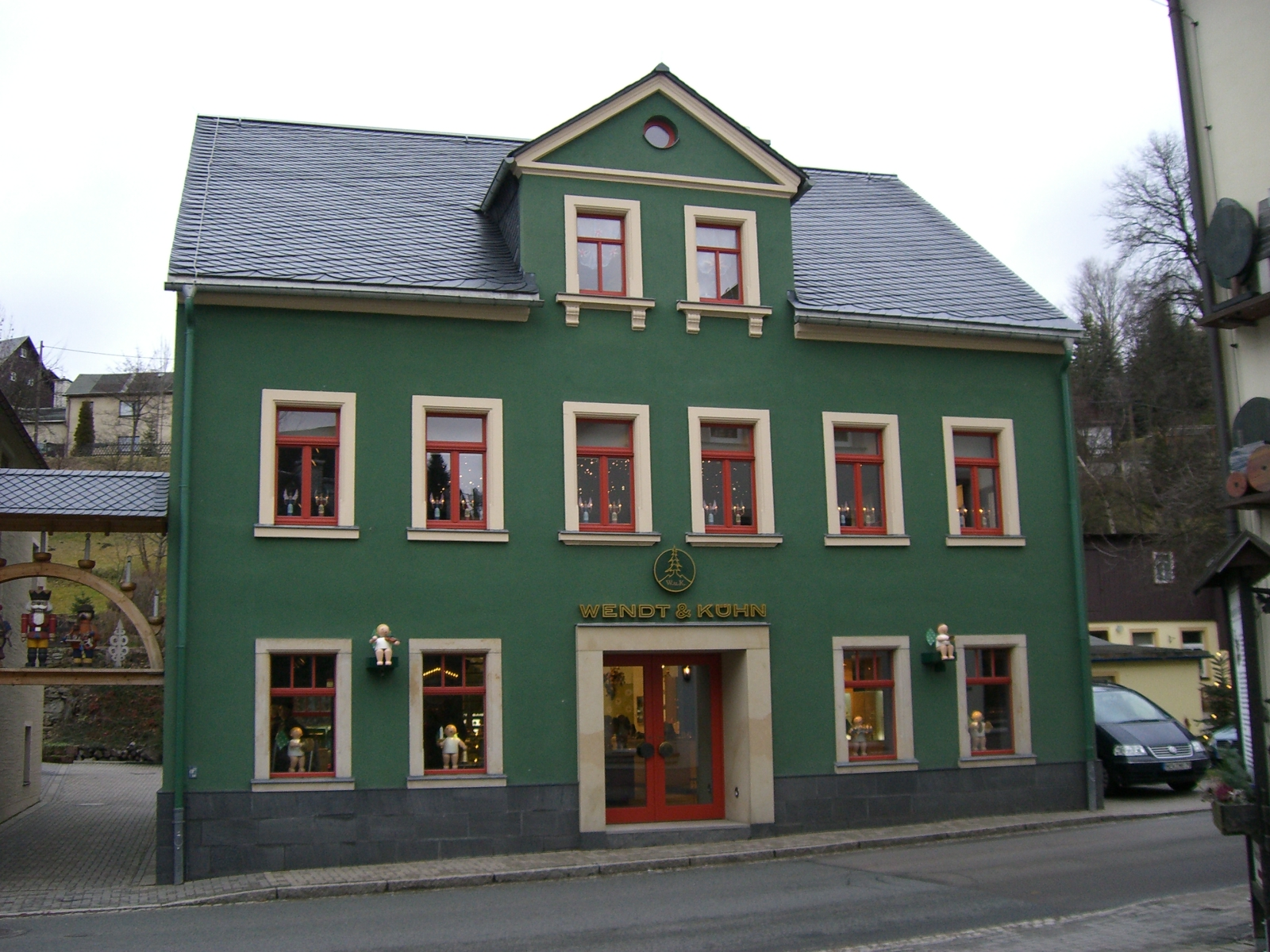
Wendt & Kühn-Figurenwelt in Seiffen

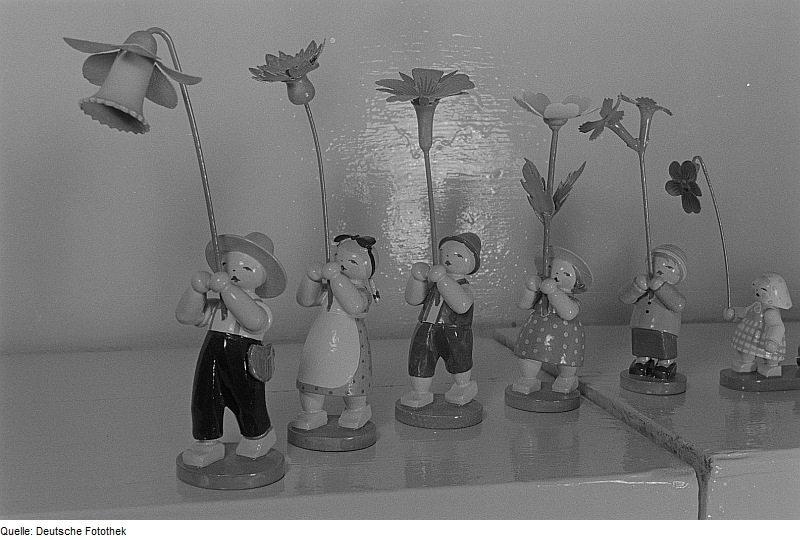
Blumenkinder (Leipziger Herbstmesse 1954)

Erste Arbeiten, die Grete Wendt bereits vor der Firmengründung entworfen hatte, wurden in das Sortiment der Firma übernommen. Zu den frühen Wendt & Kühn-Figuren zählen die Figurengruppe Beerenkinder (1913), die Entwürfe, die die Künstlerin zur Werkbundausstellung in Köln 1914 vorgestellt hat, und der 28er Engel, den Grete Wendt für ihren Bruder 1914 gestaltet und ihm zu Weihnachten an die Front geschickt hat. Dieser Engel, der bis heute in verschiedenen Größen produziert wird, prägte die Gestaltung der Figuren über 100 Jahre entscheidend. Charakteristisches Merkmal der Figuren sind die von Grete Wendt entworfenen, aus mehreren Drehformen zusammengesetzten Figuren, die gegenüber den damals üblichen Figuren mit Brettchenarmen eine größere Lebendigkeit vermittelten. In den ersten Jahren stellte die Firma noch überwiegend bemalte Spandosen nach Entwürfen von Margarete Kühn her.
Bis heute bilden mehr als 2500 von der Firmengründerin Grete Wendt und der Gestalterin Olly Wendt überlieferte Figurenentwürfe und Zeichnungen die Grundlage des Sortiments. Die Figuren werden genauso wie vor 100 Jahren in aufwändiger Handarbeit in den Werkstätten in Grünhainichen in Sachsen von Fachkräften gefertigt.
Jedes Jahr kommen weitere Figuren zum Sortiment. Deren mustergetreue Fertigung nach Originalentwürfen der Schöpferinnen ist bei Wendt & Kühn oberstes Gebot. Es waren und sind vor allem die Grünhainichener Engel mit den charakteristischen elf weißen Flügelpunkten, die die Traditionsmarke Wendt & Kühn ausmachen. In fast 150 verschiedenen Varianten, meist als Musikanten, sind sie rund um den Globus bekannt.
Weiterhin werden farben- und figurenreichen Spieldosen, Wanduhren, Leuchter, Spandosen sowie die Margaritenengel, Blumenkinder, Osterfiguren und Wandkalender mit Jahresfiguren hergestellt. Das Sortiment umfasst derzeit etwa 400 Figuren. In den letzten Jahren ergänzten exklusive, limitierte Sammeleditionen (Klangfarbe Weiß und die Jahres-Goldeditionen) das Verkaufssortiment der Firma.

### Produkte (Auswahl)
- Beerenkinder, 1913, Grete Wendt

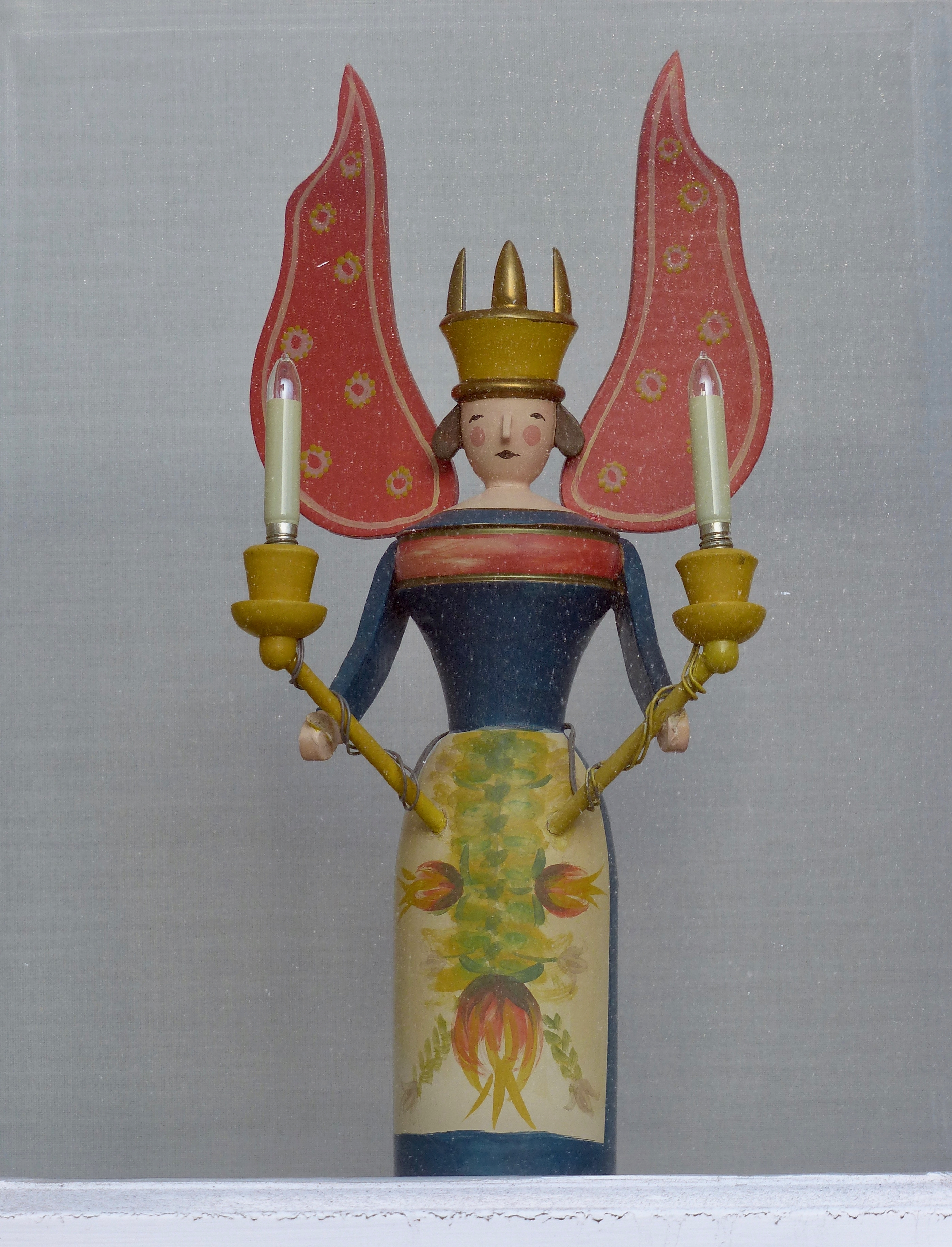
Weihnachts-Außendekoration: Lippersdorfer Engel

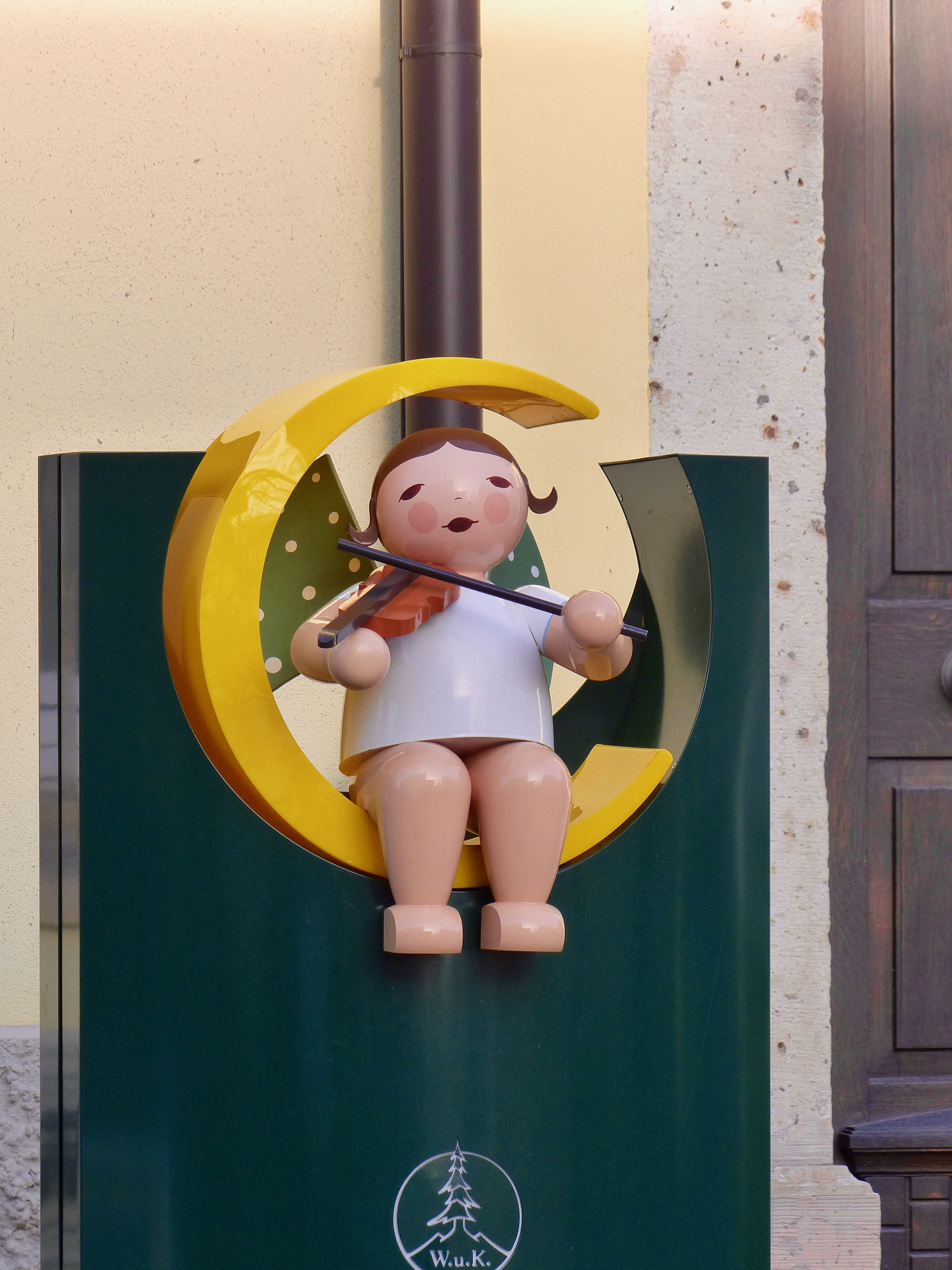
Außendekoration: Grünhainicher Geigen-Engel

- Lichterengel (28er Engel), 1914, Grete Wendt
- Knauldamen, 1920–1937, 16 Varianten
- Leuchterspinne, Anfang der 1920er Jahre
- Grünhainichener Engel (Musikantenengel), ab 1923, Grete Wendt
- Lippersdorfer Engel, ab 1923, Olly Sommer (später Wendt)
- Mondfamilie, 1925, Olly Sommer (später Wendt)
- Schulkinder, 1925, Grete Wendt
- Holländerin mit zwei Butterfässern (Garnrollen), um 1925
- Margaritenengel, ab 1925, Olly Sommer (verh. Wendt)
- Däumling in Siebenmeilenstiefeln (für die Volksfürsorge Hamburg), Ende der 1920er Jahre
- "Lindbergh"-Spieldose, 1928, Grete Wendt
- Blumenkinder, 1929–1937, Grete Wendt
- Tischkartenhalter, 1930–1933, Grete Wendt
- Kinderzimmer-Engeluhr, 1931
- Spieldose Weihnachtszug, 1932, Grete Wendt
- Geschenkeengel, 1936, Olly Wendt
- Hans Kunterbunt, 1937
- Engelberg mit Madonna, 1937, Grete Wendt
- Brotwagen (für die Brotunion Chemnitz), 1937
- Brokatengel für Johannes Wendt, 1945
- Lichtertragende Engel mit geschweiften Flügeln, nach 1945, Grete Wendt
- Hamburger Zimmermann, nach 1945
- Jan Kimm (für die Iduna Germania Hamburg), 1959
- Spieldose Wiegengruppe, 1950er Jahre
- Engel mit Kerzenhalter, 1964, Olly Wendt
- Engel-Goldedition, Jahresengel, seit 2009
- Edition Klangfarbe Weiß, seit 2015

## Würdigung

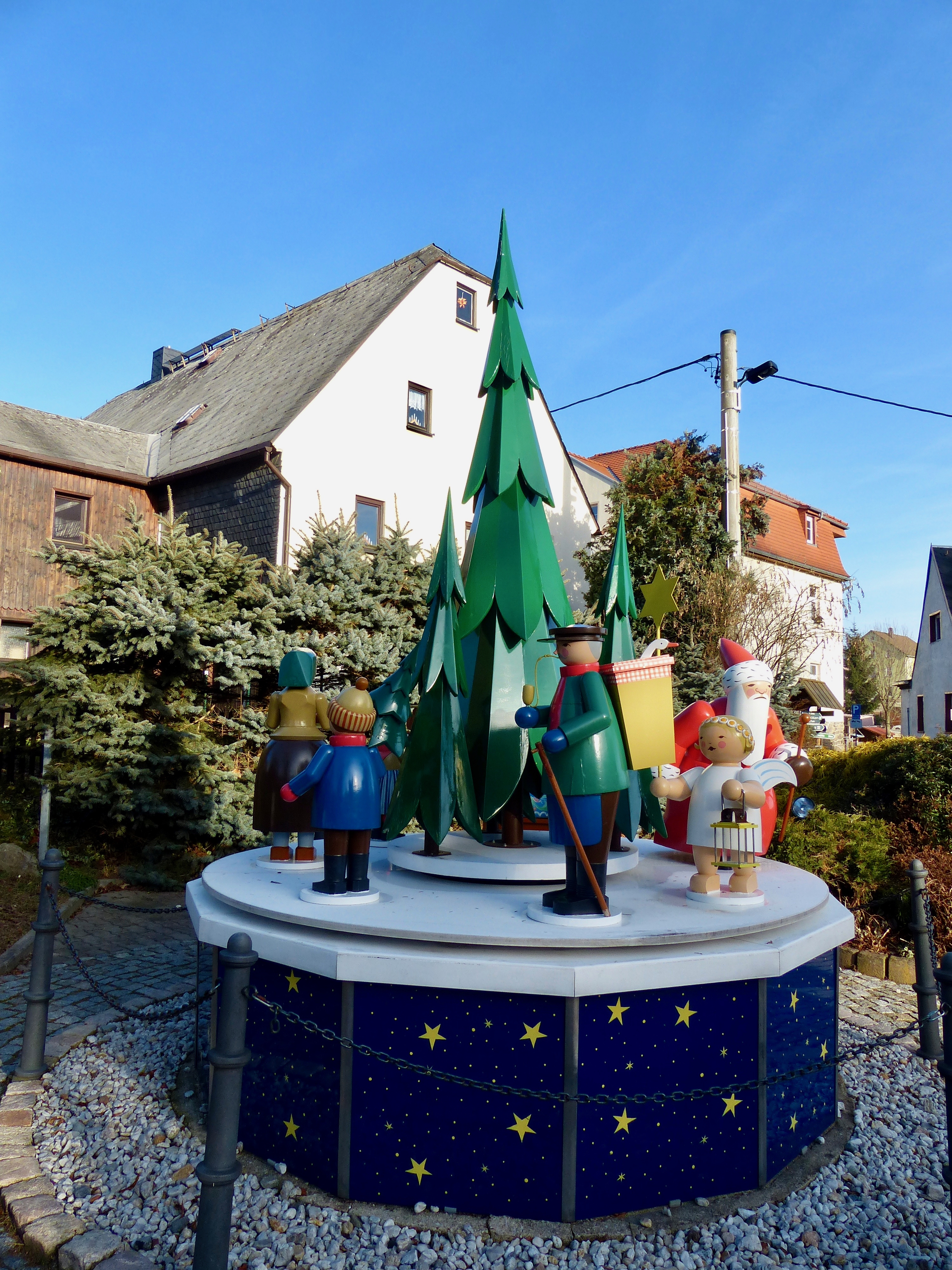
Spieldose mit Figuren von Wendt & Kühn in Grünhainichen

Die Figurengruppe Engelgruppe mit Madonna wurde 1937 auf der Weltfachausstellung in Paris mit der Goldmedaille und dem Grand Prix ausgezeichnet. Die beiden Künstlerinnen, Hans Wendt und die Produkte des Unternehmens wurden in der Folgezeit mehrfach mit hohen Preisen ausgezeichnet.
Das Museum für Sächsische Volkskunst im Jägerhof (Dresden) zeigte vom 20. Juni 2015 bis zum 10. Januar 2016 eine umfassende Ausstellung zum 100. Firmenjubiläum. Zudem eröffnete das Unternehmen zum 100-jährigen Bestehen am 3. Oktober 2015 eine „Erlebniswelt“. Auf 270 Quadratmetern im Erdgeschoss des historischen Fachwerkhauses, das als Firmensitz dient, wird nicht nur Holzkunst verkauft, sondern der gesamte Prozess des Handwerks vom Wald bis zur Vitrine wird aufgezeigt.
Im Jahr 2016 überreichte der Bundespräsident Joachim Gauck dem japanischen Kaiser Akihito, Kaiserin Michiko und Kronprinz Naruhito bei seinem Staatsbesuch ein Engelsorchester mit Wendt & Kühn-Engeln als Gastgeschenk.
Eine übergroße Spieldose mit typischen Wendt & Kühn-Figuren schmückt alljährlich zur Weihnachtszeit die Ortsmitte von Grünhainichen. Die Figuren sind als Exponate in zahlreichen volkskundlichen und heimatkundlichen Museen, unter anderen in der Manufaktur der Träume in Annaberg-Buchholz, im Museum für Sächsische Volkskunst in Dresden, im Museum sächsisch-böhmisches Erzgebirge in Marienberg, im Erzgebirgischen Spielzeugmuseum Seiffen sowie im Weihnachts- und Spielzeugmuseum auf der Burg Scharfenstein ausgestellt.

## Filme
- Adina Rieckmann: Einfach himmlisch! 100 Jahre Wendt & Kühn. MDR Sachsen. Der Osten – entdecke wo Du lebst. 2014, ehemals im Original (nicht mehr online verfügbar); abgerufen am 20. März 2021 (Youtube). (Seite nicht mehr abrufbar. Suche in Webarchiven)
- Dennis Wagner: Die Engel von Grünhainichen. 30 Min. MDR, 2021[13]